# Foulcrey
Foulcrey est une commune française située dans le département de la Moselle et la région Grand Est.
Cette commune se trouve dans la région historique de Lorraine et fait partie du pays de Sarrebourg.

## Géographie
| Avricourt                    | Réchicourt-le-Château     | Gondrexange |
| Avricourt Meurthe-et-Moselle | Foulcrey                  | Ibigny      |
| Igney Meurthe-et-Moselle     | Gogney Meurthe-et-Moselle | Richeval    |

### Hydrographie
La commune est située dans le bassin versant du Rhin au sein du bassin Rhin-Meuse. Elle est drainée par le ruisseau de Voise, le ruisseau de l'Étang de Foulcrey, le ruisseau de la Haie Vauthier et le ruisseau de l'Étang Boulee.
Le ruisseau de Voise, d'une longueur totale de 14,6 km, prend sa source dans la commune de Hattigny et se jette  dans la Vezouze à Blâmont, après avoir traversé six communes.

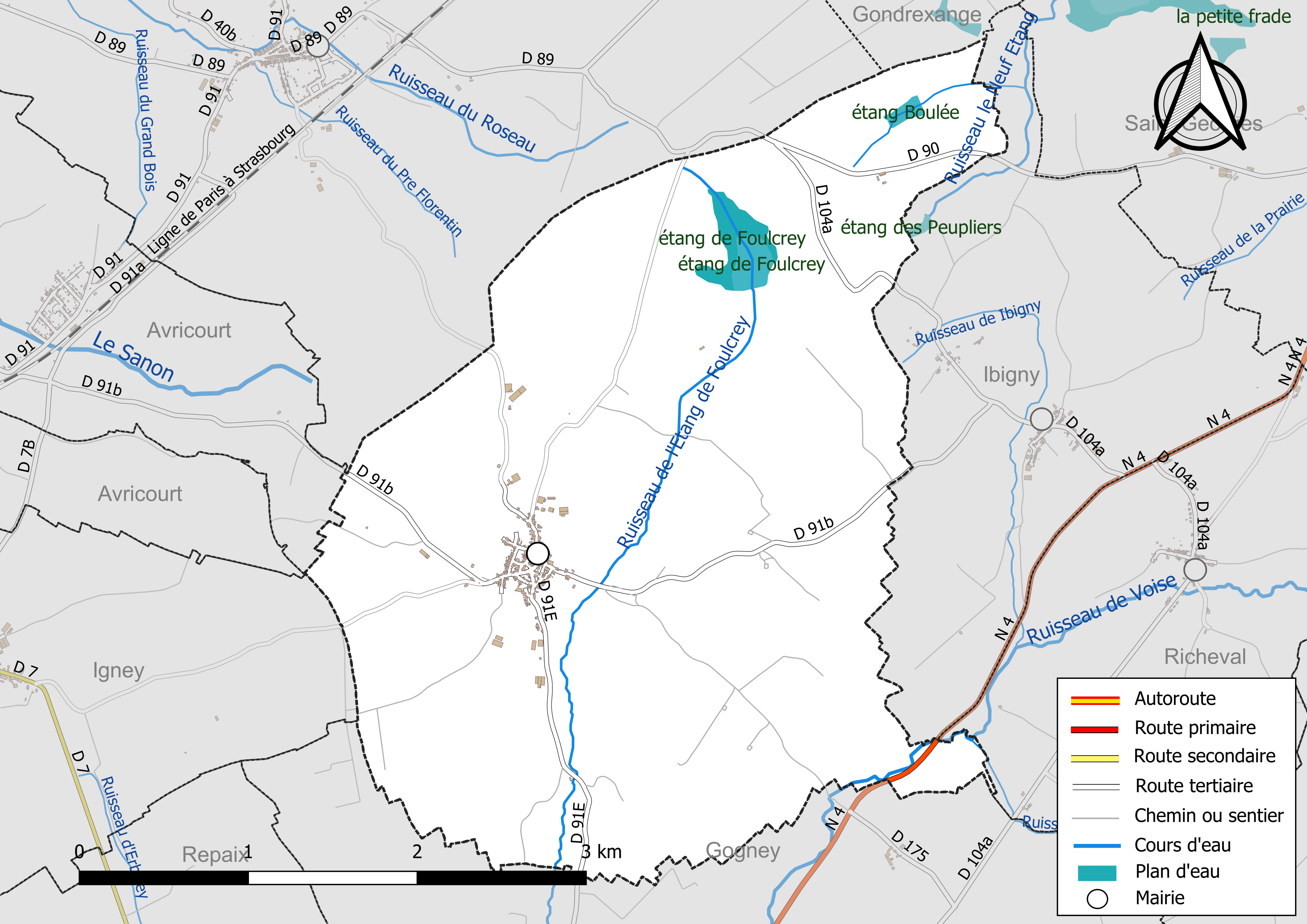
Réseaux hydrographique et routier de Foulcrey.

La qualité des eaux des principaux cours d’eau de la commune, notamment du ruisseau de Voise, peut être consultée sur un site spécial géré par les agences de l’eau et l’Agence française pour la biodiversité.

### Climat
Pour des articles plus généraux, voir Climat du Grand Est et Climat de la Moselle.
En 2010, le climat de la commune est de type climat des marges montargnardes, selon une étude du Centre national de la recherche scientifique s'appuyant sur une série de données couvrant la période 1971-2000. En 2020, Météo-France publie une typologie des climats de la France métropolitaine dans laquelle la commune est exposée à un climat semi-continental et est dans la région climatique  Vosges, caractérisée par une pluviométrie très élevée (1 500 à 2 000 mm/an) en toutes saisons et un hiver rude (moins de 1 °C). 
Pour la période 1971-2000, la température annuelle moyenne est de 9,4 °C, avec une amplitude thermique annuelle de 16,8 °C. Le cumul annuel moyen de précipitations est de 1 014 mm, avec 12,2 jours de précipitations en janvier et 9,5 jours en juillet. Pour la période 1991-2020, la température moyenne annuelle observée sur la station météorologique de Météo-France la plus proche, « Nitting_sapc », sur la commune de Nitting à 13 km à vol d'oiseau, est de 10,4 °C et le cumul annuel moyen de précipitations est de 993,7 mm. 
La température maximale relevée sur cette station est de 37,9 °C, atteinte le 25 juillet 2019 ; la température minimale est de −19,4 °C, atteinte le 26 décembre 2010,,. 
Les paramètres climatiques de la commune ont été estimés pour le milieu du siècle (2041-2070) selon différents scénarios d'émission de gaz à effet de serre à partir des nouvelles projections climatiques de référence DRIAS-2020. Ils sont consultables sur un site spécial publié par Météo-France en novembre 2022.

## Urbanisme

### Typologie
Au 1er janvier 2024, Foulcrey est catégorisée commune rurale à habitat dispersé, selon la nouvelle grille communale de densité à sept niveaux définie par l'Insee en 2022.
Elle est située hors unité urbaine. Par ailleurs la commune fait partie de l'aire d'attraction de Sarrebourg, dont elle est une commune de la couronne,. Cette aire, qui regroupe 87 communes, est catégorisée dans les aires de 50 000 à moins de 200 000 habitants,.

### Occupation des sols
L'occupation des sols de la commune, telle qu'elle ressort de la base de données européenne d’occupation biophysique des sols Corine Land Cover (CLC), est marquée par l'importance des territoires agricoles (77,5 % en 2018), une proportion sensiblement équivalente à celle de 1990 (78,1 %). La répartition détaillée en 2018 est la suivante : 
prairies (53,7 %), terres arables (22 %), forêts (17,4 %), zones urbanisées (3,1 %), eaux continentales (2 %), zones agricoles hétérogènes (1,8 %). L'évolution de l’occupation des sols de la commune et de ses infrastructures peut être observée sur les différentes représentations cartographiques du territoire : la carte de Cassini (XVIIIe siècle), la carte d'état-major (1820-1866) et les cartes ou photos aériennes de l'IGN pour la période actuelle (1950 à aujourd'hui).

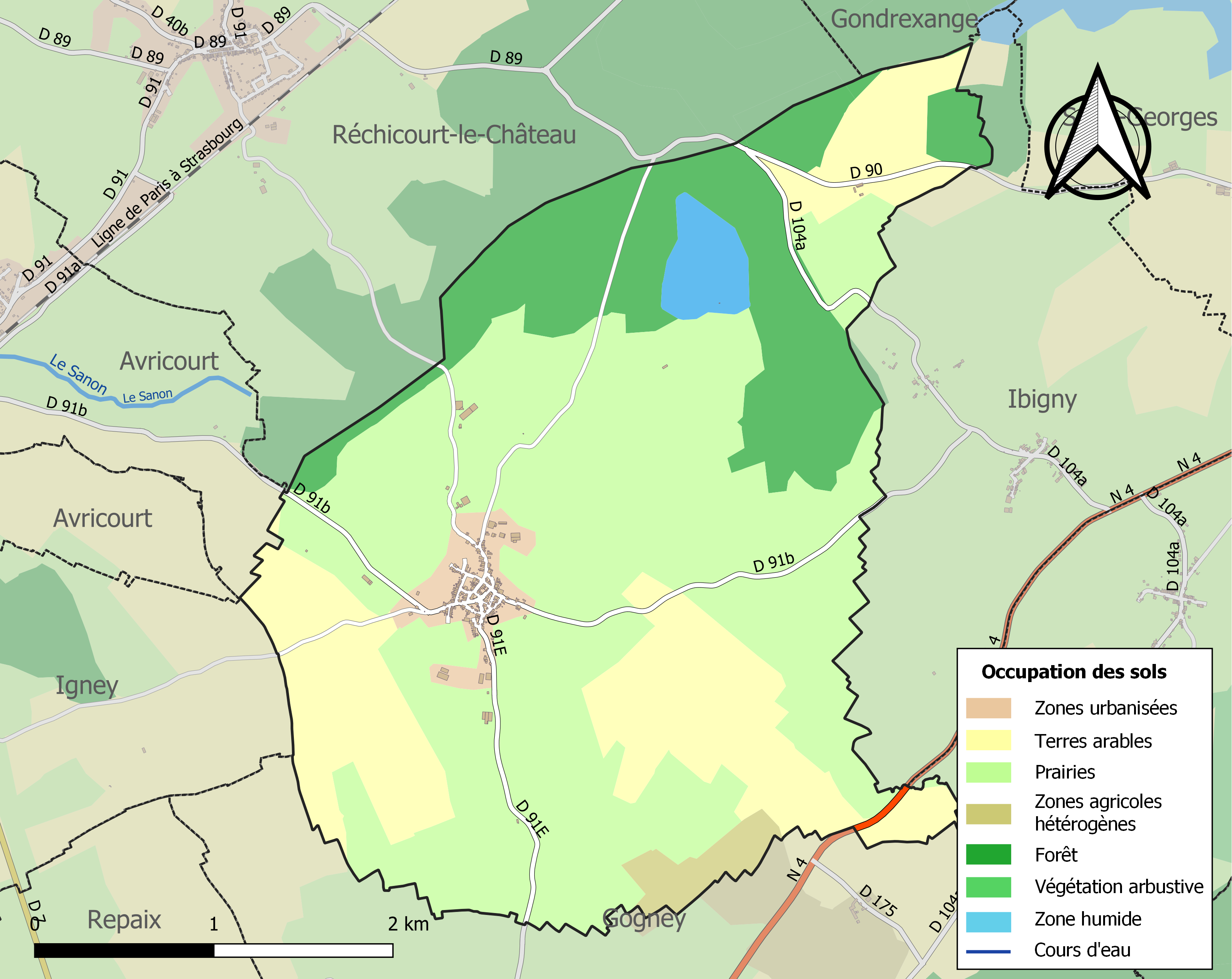
Carte des infrastructures et de l'occupation des sols de la commune en 2018 (CLC).

## Toponymie
D'un nom de personne germanique Folchari/Fulkhari suivi du suffixe -(i)acum ou -ing(en).

Foulcrey figure dans l'histoire sous différents noms: Foukereis (1332), Folkeringa (1333), Folkerenges (1204), Folkeringen (1438), Folkringen (1490), Volckringen (1563), de nouveau Folkeringa (XVIe siècle), Foulcré (1607), Volkringen (1615), Volckringen (1618), Fulcray, Foucrey, Folkeram puis enfin Foulcrey au XVIIIe siècle.

Pendant l'annexion allemande elle prit le nom de Folkringen.

## Histoire
C’est pourtant un endroit habité depuis fort longtemps, presque depuis toujours, car des vestiges préhistoriques, datant probablement de plus de douze mille ans, ont été découverts dans des grottes aux alentours. Les tribus gauloises des Médiomatriques et les Romains qui leur succédèrent exploitèrent les salines nombreuses qui enrichissaient cette contrée. Autre particularité géographique à noter et qui subsiste encore de nos jours, Foulcrey est situé à environ quatre kilomètres d’Avricourt qui fut la frontière entre « la France de l’intérieur » et l’Alsace-Moselle annexées par les Prussiens en 1871. Le côté nord de la rue principale d’Avricourt est en Moselle, en face, le côté sud est en Meurthe-et-Moselle. Ce département annexé par le IIe Reich deviendra le « Lothringen », la Lotharingie d’antan, jusqu’à sa restitution dans le giron français en 1918. Le village se trouve le long de la frontière linguistique romande et germanique, qui, vers l'an 1000, suit une ligne Audun-le-Tiche, Moyeuvre, Vigy, Mainvillers, Mulcey, Réchicourt-le-Château, Turquestein-Blancrupt avant de longer la crête des Vosges jusqu'au sud de l'Alsace. Autrefois le patois lorrain roman était parlé. Le platt, dialecte francique a été parlé avant la guerre de trente ans. Rares sont les grands évènements historiques jalonnant la vie, pas toujours tranquille toutefois, de ce village même pas visité par d’éventuels touristes peut être égarés et dont les historiens et les toponymistes ne parvenant pas à être d’accord entre eux, ont quelques difficultés à déterminer l’origine germanique probable de son nom,(Volkringen ?). D’autres thèses toutes aussi imprécises sont toujours débattues à présent à ce propos. D’un nom de personne germanique Folchari / Fulkhari suivi du suffixe –(i)acum ou ing(en). Au cours des siècles qui suivirent, Foulcrey figure dans l’histoire sous différents noms : Foukereis (1332), Folkeringa (1333), Folkerenge (1404), Folkeringen (1438), Folkringen (1490), Volckringen (1563), de nou-veau Folkeringa (XVIe siècle), Foulcré (1607), Volkringen (1615), Volckringen (1618), Ful-cray, Foucrey, Folkeram puis enfin Foulcrey au XVIIIe siècle. Ses appellations successives étaient usitées selon que le village fut rattaché au Saint-Empire romain germanique, le (premier reich) ou à la couronne de France. Pendant l’Annexion prussienne, (deuxième reich) et l’Occupation allemande, (troisième reich), la commune prit le nom de Folkringen.  
Pendant de nombreux siècles, Foulcrey fut longtemps sous la domination des sei-gneurs de Réchicourt, où subsiste de nos jours encore, le château dans lequel ils vi-vaient, dans cette commune voisine dont il prolonge le nom. Village du comté de Réchicourt, Foulcrey est une paroisse dès 1125. Dépendance de la seigneurie de Réchicourt, possession de la Famille de Linange du Saint Empire Germanique, premier Reich, du XIIIe siècle jusqu'en 1801. Son féroce saccage commis par les Suédois au cours d’une de ces innombrables guerres, (celle de Trente ans de 1618 à 1618), qui ravagèrent le pays au cours des siècles passés, persiste encore dans la mémoire des plus anciens de moins en moins nombreux. Annexion à la France sous Napoléon en 1801, dans le département de la Meurthe. Le canal de la Marne au Rhin a été construit entre 1839 et 1853. Un terrible incendie qui détruisit le village entièrement ou presque le quatorze juillet 1859, a permis la reconstruction ou la restauration de beaucoup de ses habitations plus que séculaires. La ligne de chemin de fer Dieuze – Avricourt est ouverte en 1864. Annexion à l'Empire Allemand, de Guillaume II par Bismarck deuxième Reich en 1871 dans la Terre d'Empire d'Alsace-Lorraine. Elle prend le nom de « Folkringen », jusqu’en 1918. À la suite du traité de Versailles, annexion à la France en 1919 dans le département de la Moselle. Annexion au IIIème Reich en 1940 dans le CdZ-Gebiet Lothringen après son invasion par la Wehrmacht et à laquelle succéda la longue et douloureuse « Occupation » durant son intégration de force au grand Reich allemand jusqu’à sa libération en 1944. Retour de la commune à la France en 1945 dans le département de la Moselle, sont les principaux faits notables survenus depuis presque deux cents ans. De longues dynasties familiales ont présidé à ses destinées municipales depuis la Révolution, les registres de la Mairie en témoignent. Depuis plusieurs siècles à Foulcrey et dans les villages des environs, tout le monde se connait, beaucoup de familles sont unies entre elles par des liens très étroits, les registres paroissiaux en font foi. Au fil des générations, les notables et les édiles qui s’y succèdent sont le plus souvent issus de ces mêmes familles.

## Politique et administration

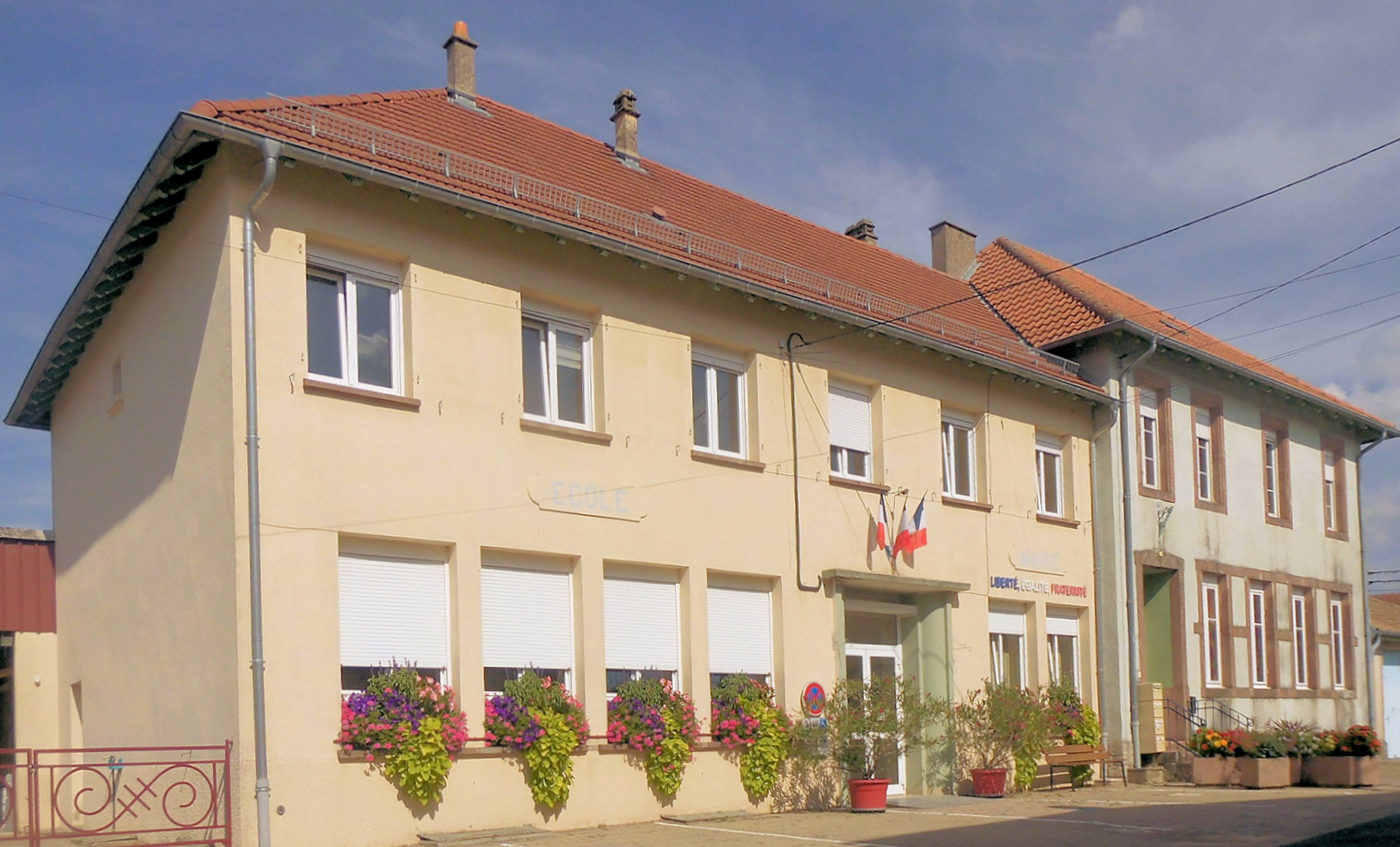
La mairie.

| Période                                  | Période   | Identité         | Étiquette | Qualité |
| ---------------------------------------- | --------- | ---------------- | --------- | ------- |
| mars 1989                                | juin 1995 | René Blaising    |           |         |
| juin 1995                                | mars 2012 | Michel Bonnetier |           |         |
| mars 2012                                | mai 2020  | Robert Schutz    |           |         |
| mai 2020                                 | En cours  | Michel Henry     |           |         |
| Les données manquantes sont à compléter. |           |                  |           |         |

## Démographie
L'évolution du nombre d'habitants est connue à travers les recensements de la population effectués dans la commune depuis 1793. Pour les communes de moins de 10 000 habitants, une enquête de recensement portant sur toute la population est réalisée tous les cinq ans, les populations de référence des années intermédiaires étant quant à elles estimées par interpolation ou extrapolation. Pour la commune, le premier recensement exhaustif entrant dans le cadre du nouveau dispositif a été réalisé en 2008.

En 2022, la commune comptait 157 habitants, en évolution de −12,78 % par rapport à 2016 (Moselle : +0,52 %, France hors Mayotte : +2,11 %).
| 1793 | 1800 | 1806 | 1821 | 1831 | 1836 | 1841 | 1846 | 1851 |
| ---- | ---- | ---- | ---- | ---- | ---- | ---- | ---- | ---- |
| 594  | 608  | 681  | 746  | 793  | 764  | 779  | 793  | 795  |

| 1856 | 1861 | 1871 | 1875 | 1880 | 1885 | 1890 | 1895 | 1900 |
| ---- | ---- | ---- | ---- | ---- | ---- | ---- | ---- | ---- |
| 724  | 738  | 699  | 736  | 671  | 615  | 617  | 625  | 653  |

| 1905 | 1910 | 1921 | 1926 | 1931 | 1936 | 1946 | 1954 | 1962 |
| ---- | ---- | ---- | ---- | ---- | ---- | ---- | ---- | ---- |
| 616  | 609  | 517  | 480  | 427  | 439  | 266  | 295  | 318  |

| 1968 | 1975 | 1982 | 1990 | 1999 | 2006 | 2008 | 2013 | 2018 |
| ---- | ---- | ---- | ---- | ---- | ---- | ---- | ---- | ---- |
| 300  | 263  | 250  | 174  | 180  | 186  | 188  | 194  | 160  |

| 2022 | - | - | - | - | - | - | - | - |
| ---- | - | - | - | - | - | - | - | - |
| 157  | - | - | - | - | - | - | - | - |

## Culture locale et patrimoine

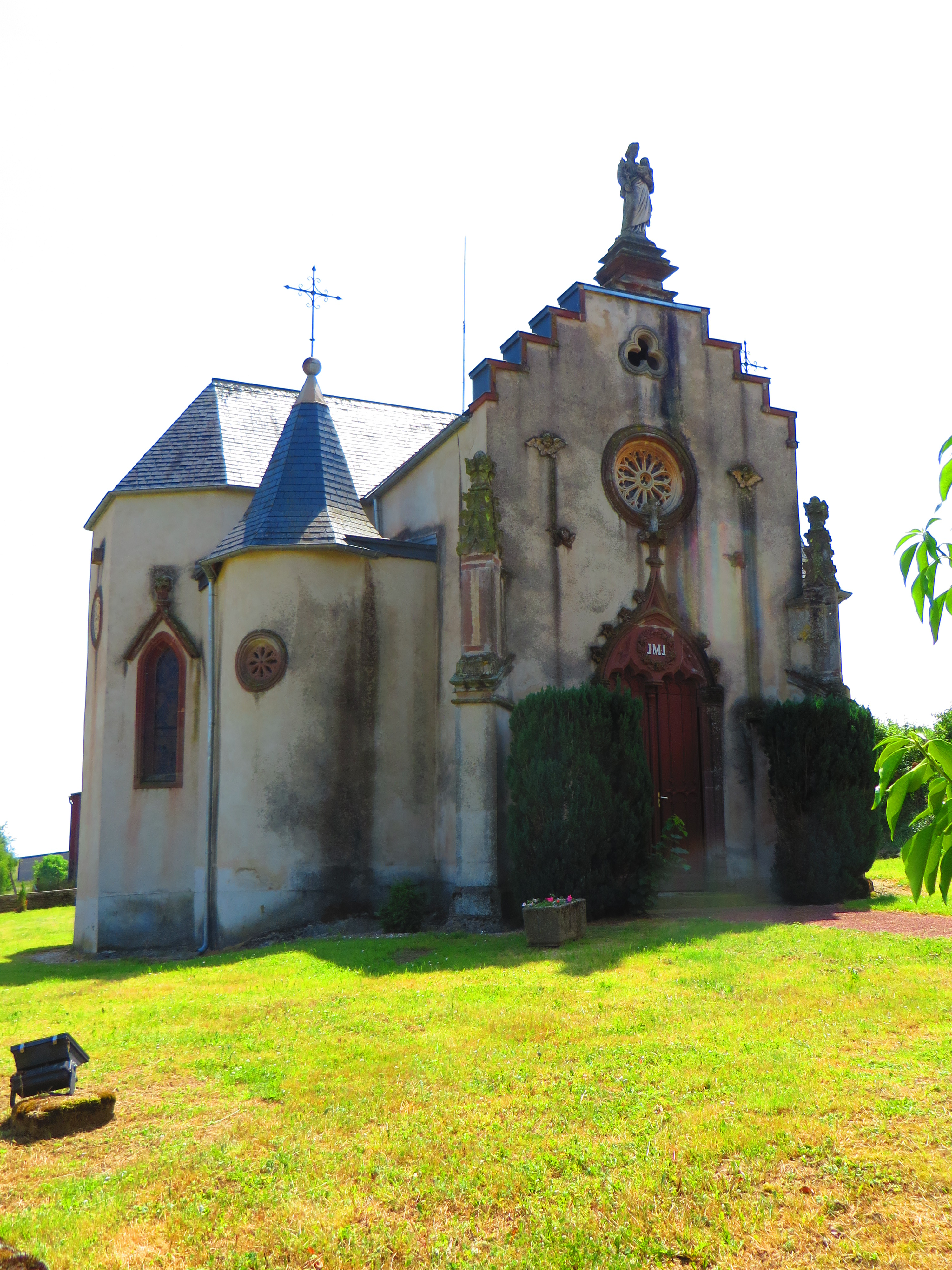
Chapelle Saint-Joseph

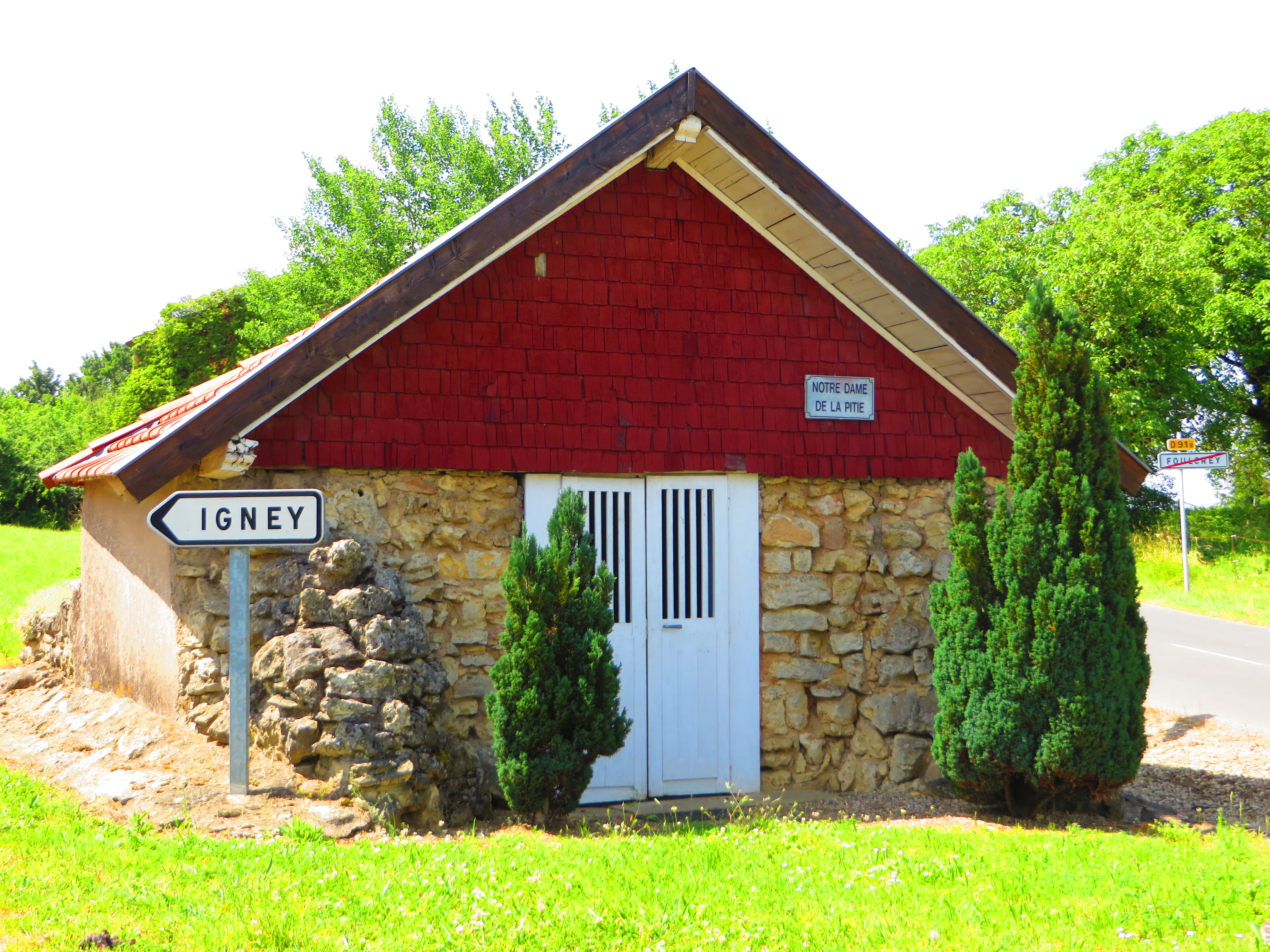
Chapelle Notre-Dame-de-Pitié

### Lieux et monuments
- Vestiges gallo-romains : traces d'un édifice religieux.
- Maison avec portail Renaissance.
- Moulin de Foulcrey.

#### Édifices religieux
- Église Saint-Remi 1711, reconstruite après 1950 : pietà XVIIIe siècle
- Chapelle Saint-Joseph néo-gothique 1858.
- Chapelle Notre-Dame-de-Pitié avec pietà XVIIe siècle

#### Édifice civil
- Parc de cinq éoliennes, dont la plus haute atteint 120 m. Un autre groupe d'éoliennes se trouve à la limite entre Gogney et Repaix.

### Personnalités liées à la commune
- Georges L'hôte, auteur, né à Foulcrey en 1911, mort en 2001.

### Héraldique
| Blason | Blasonnement : d'azur à la colombe tenant en son bec la Sainte Ampoule, le tout d'argent, accostée de deux fleurs de lys d'or et surmontée de trois aiglettes d'argent. |